# Villavicencio
Orașul Columbian Villavicencio, capitala departamentului Meta, și
cel mai important centru comercial în câmpiile de Est, cu o
populație urbană de 384 131 de locuitori (2005 recensământ) este situat la poalele Cordilierei de Est, în vestul departamentului
Meta, pe malul stâng al râului Guatiquía. Clima este caldă și foarte umedă, cu temperaturi medii de 27 °C.
Villavicencio este situat 90 km sud de capitala Columbiei, Bogota.

## Economie
Agricultura, zootehnia, și mineritul sunt pilonii economiei orașului. Comerțul este dezvoltat și susținut de resursele financiare care îl fac centrul de dezvoltare în toate câmpiile din est.
Cu toate acestea, este contribuția culturală vizuini trasatura cea mai buna imagine aruncă oamenii său puternic și armonioasă a timpului nostru. Festivaluri de cântece populare și un punct de reper în istoria culturală și tradiția muzicală în Columbia. Mai multe de asteptare s-au născut în festivaluri lor au îmbogățit patrimoniul cultural din Columbia, și chiar imn al departamentului de venit de la una din aceste concursuri.
Colegii și de formare tehnice sunt academice sprijinul oferit de acest oras, capitala de pe Câmpiile, numărând astăzi cu 17 universități și mai mult de o duzina de centre de pregătire tehnică și tehnologie.
În ultimii ani, orașul și-a atins dezvoltarea economică consolidată în sectorul comerțului, datorită impulsul generat de canale de comunicare care pâlnie în centrul țării și agricole și agro-industrie de Llano, și, de asemenea, de produsele care intră în regiune din diferite parti ale Columbia. Este foarte important pentru activitatea de construcții. Explorarea de petrol si gaze naturale în domeniul energiei Apiay este o moștenire din regiune.
Este un important centru de colectare și o necesitate pentru majoritatea culturilor și animalelor animaliere obținute în regiunea de est a câmpiile trecerea la centrul țării. În oraș și împrejurimile sale este o mare industrie de orez și ulei de palmier.
Villavicencio are, de asemenea, importante centre comerciale, unde turistii pot veni la magazin și găsi o varietate de magazine de mare prezență la nivel național. Unele dintre aceste mall-uri sunt: Llanocentro, Unicentro, La Sabana, Villacentro și Home Center.

## Cultură
Villavicencio cu regiunea Orientales Llanos din Columbia, terenul de statutul de imigrant, de la fondarea sa pana in prezent, persoane care provin din interiorul țării (zona Andină) și coastele au căutat și a găsit în orașul nostru și condiții receptivitate la visele lor, realizările lor, în același timp a ajutat să realizăm o cultură hibrid în care, cu toate acestea, lupta pentru a impune o relație mai puternică cu regiunea, o legătură de identitate cu cultura câmpii. Culturii regionale pentru a identifica specifice de zi cu zi în întreaga societate și la relația acesteia cu mediul său. Cultura este tot ceea ce omul produce și procese, sau pur și simplu utilizează pentru a adapta și se referă la mediu și cu alții: Vamal, convingeri, muzică, folclor. Ricin, Coleus, cockfighting, joropo, dans, legende, elmito, reînnoit și popularizat utilizarea poncho, iar altele sunt acum în viață nu o luptă să dispară sub presiunea vieții urbane moderne, care subestimeze aceste obiceiuri în favoarea de a crea o manifestare a culturii. Folclor constă în obiceiurile tradiționale.
Exista mai multe scoli de folclor, cele mai importante sunt printre altele; Folk Corporation Centaur, culturale Corporation Taguaros, Corporación CULTURALE DANCE ART și tradiție DANZAT, un pionier în domeniul audiovizualului și masa e Llanera Internacinalizacion de dans din Europa, Institutul de Dans Buenos de Colombia LA Corporación CULTURALE Llanera "Ariel & Gil Luis Rey Roa Arialdo" CORCULLA, un pionier în desfășurarea prezinta Prairie în Columbia și Venezuela, cu grupul lui "Children of joropo, a populației, acoperirea, ocuparea forței de muncă și generarea infrastructură mai mari școli de artă în Câmpia constituie Colombiano punct de vedere legal. Site-ul oficial al Corporației culturale Llanera